# Bernd Kuschnerus
Bernd Kuschnerus (*  1962 in Bremen) ist ein evangelischer Theologe und seit 2025 als leitender Geistlicher Kirchenpräsident (bisher Schriftführer) der Bremischen Evangelischen Kirche (BEK).

## Biografie
Kuschnerus studierte in Kiel und Marburg Theologie. Von 1994 bis 1999 war er  wissenschaftlicher Mitarbeiter an der Universität Marburg, wo er 2000 promoviert wurde (Dissertation: Die Gemeinde als Brief Christi. Die kommunikative Funktion der Metapher bei Paulus am Beispiel von 2 Kor 2–5). Ab 1999 versorgte Bernd Kuschnerus zusammen mit seiner Ehefrau die Gemeinde der Melanchthonkirche in Bremen-Osterholz.
2001 wurde Kuschnerus Mitglied des Kirchentages der BEK und war dort im Kinder- und Jugendausschuss aktiv. 2007 wurde er Mitglied des Kirchenausschusses (kirchenleitendes Gremium) und der Theologenkommission sowie stellvertretender Schriftführer.
2019 wurde Kuschnerus vom Kirchentag der Bremischen Evangelischen Kirche als Nachfolger von Renke Brahms für sechs Jahre zum Schriftführer, ab 2025 für ebenfalls sechs Jahre zum Kirchenpräsidenten und damit leitenden Geistlichen der BEK gewählt.
Kuschnerus ist verheiratet und Vater von vier erwachsenen Kindern.